# 15e cérémonie des Hong Kong Film Awards
La 15e cérémonie des Hong Kong Film Awards a eu lieu le 28 avril 1996.

## Meilleur film
- Summer Snow de Ann Hui
  - The Day the Sun Turned Cold de Yim Ho
  - Full Throttle de Derek Yee
  - Les Anges déchus de Wong Kar-wai
  - Jackie Chan dans le Bronx de Stanley Tong

## Meilleur réalisateur
- Ann Hui pour Summer Snow
  - Derek Yee pour Full Throttle
  - Wong Kar-wai pour Les Anges déchus
  - Yim Ho pour The Day the Sun Turned Cold
  - Johnnie To pour Loving You

## Meilleur scénario
- Chan Man-Keung pour Summer Snow
  - Derek Yee Tung-Sing, Law Chi-Leung pour Full Throttle
  - Kei On pour Le Roi singe
  - Raymond To Kwok-Wai pour The Umbrella Story

## Meilleur acteur
- Roy Chiao pour Summer Snow
  - Andy Lau pour Full Throttle
  - Stephen Chow pour Le Roi singe
  - Chow Yun-Fat pour Peace Hotel
  - Jackie Chan pour Jackie Chan dans le Bronx

## Meilleure actrice
- Josephine Siao pour Summer Snow
  - Fung Bo-bo pour Mother of A Different Kind
  - Chingmy Yau pour I'm Your Birthday Cake
  - Cecilia Yip pour Peace Hotel
  - Anita Mui pour Jackie Chan dans le Bronx

## Meilleur acteur dans un second rôle
- Law Kar-ying pour Summer Snow
  - Chin Kar-Lok pour Full Throttle
  - Jordan Chan Siu-Chun pour Heaven Can't Wait
  - Eric Kot Man-Fai pour Love in the Time of Twilight
  - Dayo Wong Chi-Wah pour The Day that Doesn't Exist

## Meilleure actrice dans un second rôle
- Karen Mok pour Les Anges déchus
  - Law Koon-Lan pour Summer Snow
  - Law Koon-Lan pour The Umbrella Story
  - Ha Ping pour Full Throttle
  - Francoise Yip Fong-Wah pour Jackie Chan dans le Bronx

## Meilleur nouvel espoir
- Eric Moo Kai-Yin (Those Were the Days…)
  - Kelly Chan Wai-Lam (Whatever Will Be, Will Be)
  - Chan Man-Lai pour Les Anges déchus
  - Allen Ting Chi-Chun pour Summer Snow
  - Gigi Leung Wing-Kei pour Full Throttle
  - Francoise Yip Fong-Wah pour Jackie Chan dans le Bronx

## Meilleure photographie
- Christopher Doyle pour Les Anges déchus
  - Wong Wing-Hang pour Peace Hotel
  - Peter Pau Tak-Hai (The Phantom Lover)
  - Arthur Wong Ngok-Tai (A Touch of Evil)
  - Andrew Lau Wai-Keung (I'm Your Birthday Cake)

## Meilleur montage
- Kwong Chi-Leung pour Full Throttle
  - Cheung Yiu-Chung pour Jackie Chan dans le Bronx
  - Wong Yi-Sun pour Summer Snow
  - David Wu Dai-Wai (The Phantom Lover)
  - William Cheung Suk-Ping, Wong Ming-Lam pour Les Anges déchus

## Meilleure direction artistique
- Eddie Ma Poon-Chiu (The Phantom Lover)
  - Yee Chung-Man, Yau Wai-Ming pour Peace Hotel
  - William Cheung Suk-Ping pour Les Anges déchus
  - Wong Yan-Kwai pour Summer Snow
  - Eddie Ma Poon-Chiu (The Christ of Nanjing)

## Meilleurs costumes
- William Cheung Suk-Ping, Yeung Sin-Ling (The Phantom Lover)
  - Ng Lei-Lo pour Peace Hotel
  - William Cheung Suk-Ping pour Les Anges déchus
  - William Cheung Suk-Ping pour The Blade
  - Eddie Mok Kwan-Kit (The Christ of Nanjing)

## Meilleure chorégraphie d'action
- Stanley Tong Kwai-Lai, Jackie Chan pour Jackie Chan dans le Bronx
  - Yuen Bun, Mang Hoi, Stephen Tung Wai pour The Blade
  - Jackie Chan's Stuntman Association, Sammo Hung's Stuntman Association (Thunderbolt)
  - Corey Yuen Kwai, Yuen Tak (My Father is a Hero)
  - Bruce Law Lai-Yin pour Full Throttle

## Meilleure musique de film
- Frankie Chan Fan-Kei, Roel A. Garcia pour Les Anges déchus
  - Cacine Wong Ka-Sin, Healthy Poon Kin-Hong pour Peace Hotel
  - Clarence Hui Yuen, Joseph Wong Wai-Nin, Wu Lok-Sing (The Golden Girls)
  - Chris Babida (The Phantom Lover)
  - Wu Wai-Lap, Raymond Wong Ying-Wah (Hong Kong Graffiti)

## Meilleure chanson
- "Yuen Chuen Yan Nei" (from Peace Hotel)

```
  Literally: "Entirely for You"
  Music: Alex San
  Lyrics: Erica Lee Man
  Performer: Cass Phang Ling
```

- - "Ching Sam Dik Yat Gui" (from Full Throttle)

```
  Literally: "One Sentence of Deep Love"
  Music: Chan Chi-Hung
  Lyrics: Andy Lau Tak-Wah
  Performer: Andy Lau Tak-Wah
```

- - "Ye Boon Goh Sing" (from The Phantom Lover)

```
  Literally: "Midnight Song"
  Music: Leslie Cheung Kwok-Wing
  Lyrics: Leslie Mok Yu-Sing
  Performer: Leslie Cheung Kwok-Wing
```

- - "Yat Chit Han Mei, Ji Yan Yau Nei" (from Whatever Will Be, Will Be)

```
  Literally: "Everything Very Beautiful, Only Because of You"
  Music: Mark Lui Chung-Tak
  Lyrics: Chow Lai-Mau
  Performer: Kelly Chan Wai-Lam
```

- - "Ji Oi Nei" (from Hong Kong Graffiti)

```
  Literally: "Only Love You"
  Music: Teddy Robin Kwan
  Lyrics: Erica Lee Man
  Performer: Cheng Ka-Wing
```